# 田舎に泊まろう!
『田舎に泊まろう！』（いなかにとまろう）は、テレビ東京系列ほかで放送されているテレビ東京製作の旅番組・バラエティ番組である。2003年4月6日から2010年3月28日まで日曜19時台でのレギュラー放送を行った後、2010年から単発特別番組として放送されている。

## 番組概要
毎回2名（2組）の芸能人が見知らぬ町、村など（平成の大合併で市制施行された旧町村を含む）へ出かけ、地元の人々と触れ合いながらどこかの家で一泊するという流れになっている。そこに泊まるのは旅人である著名人だけで、スタッフは近くの宿泊施設に泊まる。そのため、泊めさせる側の住民は交渉の際「スタッフ全員？」と聞くが、旅人の著名人が「1人だけです」といったやり取りが見受けられる。
通常版では、2名（2組）の芸能人の旅の様子を放送する。年4回の特番では徳光和夫とテレビ東京のアナウンサーであった大江麻理子が司会を務め、スタジオにゲストや実際に旅して来た芸能人を招いてVTRを見る流れになっている。なお、デジタル放送の画質では通常版は全編、外での収録のため4:3SDのアップコンバート（当初は両サイドパネルはなかった）放送となっているが、年4回の特番ではスタジオ収録の部分のみハイビジョン収録となっている。そのためレギュラー放送を含め、4:3SDのアップコンバート映像部分は両サイドパネルに番組タイトルを入れている。その後、2008年5月放送分（テレビ東京と同時ネット局においての時期）以降、外での収録も一部の収録を除いて全編ハイビジョン映像となっている。しかしここ最近、外での収録が4:3SDのアップコンバートに戻っているが、7・8月頃から全編ハイビジョンとなっている。オープニング映像は、2012年10月21日放送分においても4:3のままであった。
ナレーションはバカボン鬼塚が担当。バカボンによるナレーションでは、出演者たちは呼び捨てにされる。
この番組は、事前連絡・事前確認を取らない（いわゆる「アポなし」の）番組とされている。そのため、交渉先の住民に怒られたり、撮影拒否された家も稀にある。
泊まる家は一般の住宅のみで、旅館・民宿・ホテルなどの宿泊施設は禁止されている。これは旅人である著名人が旅館・民宿・ホテルなどの宿泊施設に泊まれば甘えが出たりすることやスタッフ、さらには旅人である著名人のモラル向上のためでもある。
番組はテレビ東京系列とBSジャパンのほか、独立局および系列外局でも放送されていた。2010年8月からは旅チャンネルでも放送されていた。
2009年10月から12月までは放送時間・収録時間・編集の関係で、特番予告およびインフォメーション以外は次回予告は省略されており、そのまま後続の番組にステブレなしで接続していた（画面左下に次回の旅人の顔写真が写る）。
特番のオープニングコントでは司会の徳光が民泊の旅人役、ゲストがテーマにかかわる住人役に設定。
なお、当時まだ無名だったたむらけんじが長野県下水内郡栄村の秋山郷を訪れ、この番組のパイロット版が2002年に制作されている。2007年10月14日に放送された『GA-tuuun!』（テレビ大阪）の「熱血!チャレンジ」コーナーでそのVTRが放送され、その時宿泊した老夫婦宅をたむらが5年ぶりに訪れている。
視聴率は、番組終了までほぼ2桁で推移していた。テレビ東京の日曜夜7時枠は1989年秋に『愛川欽也の不思議ミステリーツアー』が水曜夜7時枠に移動して以降、13年半にわたり単発枠の時代が続いていたが、この番組でようやく持ち直すことに成功した。2010年3月28日の3時間スペシャルでレギュラー放送を終了したが、それ以降は不定期に特番として放送されていた。3月11日に一番近い日曜日に、かつてお世話になった人達と再会する東日本大震災復興スペシャルを、秋に新作スペシャルと年2回放送されていた。

## 番組の流れ

### 「民泊希望」
まずは芸能人が「川のきれいな田舎に行きたい」や「秘境のある田舎に行きたい」など、それぞれのイメージを持った田舎を希望する。後日スタッフが郵便番号が書いてあるボードを芸能人に渡し、その郵便番号のある目的地に行く。稀に2つの郵便番号の中から1つを選ぶ、郵便番号のマスの中に「○○な田舎」と書かれたボードや郵便番号ではなく写真を渡される場合もある。ただし、宿を探し回っているうちに、隣の郵便番号の地域に出ることも稀にある。番組では紹介はしていない。

### 「お泊まり交渉」
目的地到着後、散策しながら泊めてもらいたい民家の住人と交渉する。中には「有名人です」と言っても断られるケースもある。知名度が上がるにつれ、交渉相手が本番組の存在を知っていることが増えた。何軒も交渉しても断られ続けるだけならまだいいが、時間切れ（22時以降）などで最悪の場合は交渉を成立させることができずに廃屋で野宿するという事例もあった（現時点では石田靖のみ）。訪問した村の集落で宿を探したがどこにも泊まれず、隣の市で泊めてもらった例もある。

### 「民家での民泊」
苦労の末、ようやく交渉が成立しやっと一泊。たいていは民家の住民の昔話や苦労話、芸能人の人生話などの会話が繰り広げられる。

### 「一宿一飯の恩義」
目的地での朝を迎え、しばらくしたら農家なら野菜などの収穫、漁業なら魚を網で獲るなど芸能人が体験する。また、無料で泊めて頂いて恩返しとばかりに芸能人が一肌脱ぐことも。「一飯」とあるがほとんどの場合、前日の夕食及び翌日の朝食（稀に昼食も）の2食（3食）を頂いている。

### 「お別れの時」
時が経つのは束の間、別れの時を迎える。「体に気を付けてね」や「うれしかったよ」などの住民の暖かい声を背に、芸能人は目的地を去る。

## 特別企画

### 同じ苗字の家に泊まろう!
この企画は、特に漫才コンビに対して作られた企画。目的は2人とも同じに設定されるが、苗字が同じでなければ交渉不成立となる。なおこの企画には、通常の郵便番号ボードの代わりに7文字以内の条件が書いてあるボードに差し替えられる場合がある。

### 中継お泊り交渉
スペシャル版の名物企画、スタジオとある田舎で中継回線でつなぎ希望、お泊りで交渉する。その後、続きのレギュラー版で民泊・恩義・別れもある。

### 無人駅企画
過去に数回実施している企画。田舎のローカル鉄道の無人駅にて有名人が列車を待ち、下車した客にお泊り交渉する。

### スペシャルドラマ
2009年3月8日、テレビ東京開局45周年記念キャンペーン絆スペシャル 『スペシャルドラマ 空飛ぶりぼん』を放送。ドン小西が訪れた長野県八坂村（現・大町市）の家族のエピソード（2006年6月4日放送）をドラマ化したもの。また、この日の放送では小西が特番の司会者である徳光と共に家族と再会する模様がオンエアされた。

## 泊まった有名人（五十音順）
各有名人が泊まった場所については公式HPを参照。（何回目）は、「田舎に泊まろう！」の民泊に参加した回数。

### 男性

#### あ
あ
- あいざき進也
- あおい輝彦
- 東貴博（Take2）
- 阿藤快
- 天野ひろゆき（キャイ〜ン）
- 天宮良
- 新井康弘
- 有吉弘行
- 安斎勝洋

い
- 飯田基祐
- 五十嵐隼士
- 池谷幸雄
- 池山隆寛
- IKKO（2回目）
- 石井浩郎
- 石井正則（元アリtoキリギリス）
- 石澤智幸（テツandトモ）
- 石田純一
- 石田靖（4回目）
- 石塚義之（元アリtoキリギリス）
- 石橋正次
- 石橋保（2回目）
- 石丸謙二郎
- 伊集院光
- 伊藤克信
- ISSA（DA PUMP）
- 井上純一
- 伊吹吾郎
- 今井ゆうぞう
- 岩本恭生
- 岩本勉

う
- 宇梶剛士
- USA（EXILE）
- ウド鈴木（キャイ〜ン）
- 梅垣義明
- 梅田淳

え
- 江藤潤
- 榎木孝明（4回目）
- 蛭子能収
- 江本孟紀

お
- 大泉逸郎
- 大浦龍宇一
- 大沢樹生
- 大澄賢也
- 太田雄貴
- 大槻義彦（2回目）
- 大鶴義丹（2回目）
- 大仁田厚（2回目）
- 大森うたえもん
- 大八木淳史
- 岡田眞善
- 岡本信人（2回目）
- 荻原次晴（2回目）
- 小倉淳
- 尾崎右宗
- 尾崎紀世彦
- オスマン・サンコン（2回目）
- 小野ヤスシ
- 小野寺昭
- おりも政夫

#### か
か
- 角田信朗（2回目）
- 我修院達也
- 梶原しげる
- カズ山本
- 加勢大周
- 片桐竜次
- ガッツ石松
- 勝野洋（5回目）
- 勝野洋輔
- 桂三枝（現・六代目桂文枝）
- 加藤和也
- 加藤高道（狩人）
- 金石昭人
- 金山一彦
- 金子貴俊
- 狩野英孝
- 加納竜
- KABA.ちゃん
- 亀田興毅
- 苅谷俊介
- ガレッジセール
- 河相我聞
- 川崎麻世（2回目）
- 川野太郎（4回目）
- 川藤幸三
- 河原さぶ
- 神田川俊郎
- 神奈月
- 冠二郎

き
- キートン山田
- 岸田敏志
- 北野誠
- 北山たけし
- 木之元亮
- ギャオス内藤
- 旭道山和泰

く
- 草野仁
- 具志堅用高
- 国広富之
- 倉石功
- クロード・チアリ
- 黒沢年雄
- 黒田勇樹
- 黒部進
- 桑野信義

け
- ケント・デリカット

こ
- コアラ
- 香田晋
- コージー冨田
- 小金沢昇司
- 古賀稔彦
- 小島よしお
- 小西博之
- 小錦八十吉
- 小林すすむ
- 駒田徳広（2回目）
- 小宮孝泰
- ゴルゴ松本(TIM)（2回目）
- 近藤正臣

#### さ
さ
- 西郷輝彦
- 西城秀樹
- 斎藤洋介
- 酒井敏也
- 坂井宏行
- 坂上忍
- 坂上二郎
- 坂田利夫（元コメディNo.1）
- 桜木健一
- ささきいさお
- 笹野高史
- 定岡正二
- ザ・たっち
- 佐藤蛾次郎
- サンドウィッチマン
- 三瓶

し
- シェイン・コスギ
- 志垣太郎
- 宍戸開
- 篠山輝信
- 柴俊夫
- 芝田山親方（2回目）
- 島崎俊郎
- 島田洋七
- 清水國明
- 清水絋治
- 下條アトム
- ジャイアント白田
- 周富徳
- 城みちる
- ジョン・ムウェテ・ムルアカ
- 城咲仁

す
- 菅原孝（ビリーバンバン）
- 杉浦太陽
- スギちゃん
- 鈴木康博
- 須藤元気
- 角盈男

せ
- 関口知宏
- 芹澤名人
- 千住明
- せんだみつお

#### た
た
- 田尾安志
- 髙嶋政宏
- 高須克弥（高須クリニック院長）
- 太川陽介
- 高橋元太郎
- 高橋ジョージ
- 高原兄
- 高杢禎彦
- 高山厳
- 武田修宏
- 竹原慎二
- 竹本孝之
- 田崎真也（3回目）
- 田中健 （5回目）
- 田中卓志（アンガールズ）
- 田中要次
- 谷隼人
- 谷村新司（2回目）
- T.AKIRA
- たむらけんじ（2回目）
- 田村亮
- ダンカン
- 団長安田
- ダンディ坂野（2回目）
- ダンテ・カーヴァー
- 丹波義隆

ち
- 地井武男
- 千葉真一
- チャック・ウィルソン
- チューヤン（2回目）
- 長州力
- 蝶野正洋

つ
- 辻よしなり
- 津田寛治
- 堤大二郎
- つのだ☆ひろ
- 椿姫彩菜
- つぶやきシロー
- 露木茂
- 鶴久政治
- つるの剛士

て
- 出川哲朗
- デビット伊東
- デューク更家
- 寺門ジモン（ダチョウ倶楽部）

と
- 渡嘉敷勝男
- Dr.コパ
- 徳光正行（徳光和夫の息子）
- 栃東大裕（2回目）
- ドン小西

#### な
な
- 内藤大助
- 長井秀和（2回目）
- 永井大
- 長江健次
- 中尾明慶
- 中川家剛（中川家）
- 中川家礼二（中川家）
- 永島敏行
- 中条きよし（2回目）
- 中西良太
- 中野英雄（2回目）
- 永堀剛敏
- 中本賢
- 仲本工事（ザ・ドリフターズ）
- 中本哲也（テツandトモ）
- なすび（2回目）
- 名高達男
- 南原清隆

に
- 新沼謙治
- 西川晃啓（レギュラー）
- 西川きよし
- 西川忠志（西川きよしの息子）
- 錦野旦（2回目）
- 西山浩司

ね
- 猫ひろし
- 鼠先輩

の
- 野口健
- 野沢那智
- 野々村真（2回目）
- 野村将希（2回目）

#### は
は
- 羽賀研二
- 萩本欽一（3回目）
- 間寛平
- 長谷川初範
- 波田陽区
- 畑山隆則
- パッション屋良
- パトリック・ハーラン（パックンマックン）（2回目）
- はなわ（2回目）
- 羽場裕一
- パパイヤ鈴木
- 浜田光夫
- 林与一
- 林家ペー
- 速水けんたろう
- 原口あきまさ（2回目）
- 原田大二郎（2回目）
- パンチ佐藤
- パンツェッタ・ジローラモ
- 板東英二（3回目）

ひ
- 氷川きよし
- 肥後克広（ダチョウ倶楽部）
- 彦摩呂
- ヒデ(ペナルティ)
- 広澤克実

ふ
- 深沢邦之（Take2）
- 深水元基
- 布川敏和
- ふかわりょう
- ふじいあきら（2回目）
- 藤岡弘､
- 藤波辰爾
- 布施辰徳
- 布施博
- 船越英一郎
- ブラザー・コーン

ほ
- 保阪尚希
- ボビー・オロゴン（2回目）
- 堀江淳
- 堀之内九一郎（株式会社生活創庫の社長）
- ほんこん

#### ま
ま
- 舞の海秀平（2回目）
- 前川紘毅
- 前川泰之
- 前田健
- 前田耕陽
- マギー司郎
- マギー審司
- まこと（シャ乱Q）
- 真島茂樹
- 松尾貴史
- マックン（パックンマックン）（2回目）
- 松澤一之
- 松村邦洋
- 松本康太（レギュラー）

み
- 三浦浩一
- 見栄晴
- 美木良介
- 水内猛
- 三田明
- 三田村邦彦
- ミッツ・マングローブ（徳光和夫の甥）
- 峰岸徹
- 三又又三（ジョーダンズ）
- 宮川俊二
- 宮川大助
- 宮下直紀
- 宮本和知
- 三善英史

む
- 武蔵
- ムッシュ・ピエール
- 六平直政
- 村上ショージ
- 村野武範

も
- 元木大介
- 森末慎二
- 森脇健児
- 諸星和己
- モンキッキー

#### や
や
- 薬師寺保栄
- 山川豊
- 山口馬木也
- 山口良一
- 山崎邦正
- 山崎裕太
- 山崎樹範
- 山下規介
- 山田純大
- 山田隆夫
- 山田雅人
- 山田ルイ53世（髭男爵）
- 山中秀樹
- 山根良顕（アンガールズ）
- 山本寛斎
- 山本淳一
- 山本高広
- 山本太郎
- 山本文郎

ゆ
- ゆうたろう
- 湯原昌幸（2回目）

よ
- 横内正
- 横峯良郎（2回目）
- 吉村明宏

#### ら
ら
- ラモス瑠偉

り
- 力也（2回目）
- Ryu

る
- ルー大柴

れ
- レッド吉田(TIM)（2回目）

#### わ
わ
- 脇知弘
- 渡辺徹（2回目）
- 渡辺正行
- ワッキー(ペナルティ)
- 綿引勝彦

### 女性

#### あ
あ
- 相沢まき
- 相原勇
- 相本久美子
- あき竹城
- 秋本奈緒美
- アグネス・チャン
- 麻丘めぐみ
- 麻倉未稀
- 浅茅陽子
- 芦川よしみ
- アジャ・コング
- 東てる美（2回目）
- あびる優
- 安倍麻美（2回目）
- 虻川美穂子（北陽）
- 荒木由美子
- 有坂来瞳
- 相田翔子

い
- 飯田圭織（元モーニング娘。）
- 飯星景子
- 生稲晃子
- 石井苗子
- 石川ひとみ
- 石川梨華（元モーニング娘。）
- 石黒彩（元モーニング娘。）
- 石野真子
- 石原詢子
- 磯山さやか
- 伊藤さおり（北陽）
- 伊藤咲子
- 今村雅美
- インリン・オブ・ジョイトイ（2回目）

う
- 上原美優
- 魚住りえ
- 宇都宮まき（4回目）

え
- 江川有未
- 江口ともみ
- エド・はるみ
- 榎本加奈子

お
- 大河内奈々子
- 大沢あかね
- 大沢逸美
- 大沢さやか
- 大西結花
- 大場久美子（4回目）
- 大林素子（2回目）
- 大原かおり
- 岡まゆみ
- 丘みつ子
- 岡崎友紀
- 岡本夏生
- 小川麻琴（元モーニング娘。）
- 奥山佳恵
- 越智静香
- 音無美紀子
- 小野真弓

#### か
か
- カイヤ（3回目）
- 片岡安祐美（茨城ゴールデンゴールズ）
- 加藤貴子
- 加藤紀子
- 金沢明子
- 川島なお美
- 川村ゆきえ
- 貫地谷しほり

き
- 木内晶子
- ギャル曽根
- 京唄子
- Kyoco
- キンタロー。

く
- 草刈民代
- 工藤夕貴
- くまきりあさ美
- 熊田曜子
- 黒田福美

こ
- 小阪由佳
- 小島可奈子
- 古瀬絵里
- 小林綾子
- 小向美奈子
- 小森純
- 今陽子

#### さ
さ
- 斎藤こず恵
- 斎藤陽子
- さくら
- さとう珠緒
- 佐藤唯
- 里田まい
- 沢田亜矢子（2回目）

し
- 島崎和歌子
- 清水ミチコ
- 清水よし子（ピンクの電話）
- ジャガー横田
- 東海林のり子
- 城之内早苗
- 庄野真代
- シルヴィア
- 陣内貴美子
- 神野美伽

す
- スザンヌ
- 鈴木早智子
- 鈴木蘭々

そ
- ソニン
- 園まり

#### た
た
- 高樹沙耶
- 高瀬春奈
- 高橋惠子（2回目）
- たかの友梨（たかの友梨ビューティクリニック代表）
- 高見恭子
- 竹内都子（ピンクの電話）
- 田島寧子
- 田中雅美
- 谷川真理

ち
- 千葉真子

つ
- 椿姫彩菜

て
- デヴィ夫人（2回目）
- 手塚理美
- テンテン

と
- 洞口依子
- 遠野凪子
- 富永愛
- 友近

#### な
な
- 中島啓江
- 中野良子
- 中村美律子
- 中村由真
- 中山エミリ
- 渚あき
- 夏川純

に
- 西尾まり
- にしおかすみこ
- 仁支川峰子
- 西村知美

ね
- 根本はるみ

の
- 野村真美（3回目）

#### は
は
- はしのえみ
- 林家パー子
- 原幹恵
- はるな愛
- 早瀬久美

ひ
- 日野美歌
- 兵藤ゆき
- 平山みき

ふ
- 藤崎奈々子
- 藤田朋子（2回目）
- 藤田憲子
- 藤田弓子
- 藤森夕子

へ
- 辺見マリ

ほ
- 堀越のり
- 宝生舞

#### ま
ま
- 益子直美
- 松居一代
- 松居直美
- 松木里菜
- 松野明美（2回目）
- 真由子
- マリアン
- 真梨邑ケイ
- マルシア

み
- 未唯
- 三倉茉奈・佳奈
- 三沢あけみ
- 水町レイコ
- 水森かおり
- 南美希子
- 三原じゅん子（3回目）
- 三船和子
- 三宅智子
- 宮地真緒

む
- 村上知子（森三中）

も
- 持田真樹
- 森川由加里
- 森下千里
- 森山愛子

#### や
や
- 八代亜紀
- 安めぐみ
- 保田圭（元モーニング娘。）
- 矢部美穂
- 山川恵里佳
- 山口いづみ
- 山崎静代（南海キャンディーズ）
- 山田邦子
- 山田花子
- 山田まりや
- 山本梓
- 山本リンダ

ゆ
- 優木まおみ

よ
- 吉井怜
- 吉澤ひとみ（元モーニング娘。）
- 吉田真由子
- 四元奈生美
- 吉野紗香
- 吉村涼（2回目）
- 吉本多香美

#### ら
り
- リサ・ステッグマイヤー
- 遼河はるひ
- 李麗仙

ろ
- ローラ・チャン

#### わ
わ
- 若村麻由美

## 主題歌
オープニングテーマ
- 『Take It Easy』 イーグルス

エンディングテーマ（スペシャルの場合は、その歌った歌手も出演。中継お泊まり交渉を除く）
- 『星降る夜の旅人は』 吉田拓郎（2003年4月6日 - 2004年2月29日）
- 『風信子（ヒヤシンス）』 松浦亜弥（2004年3月7日 - 2005年3月20日）
- 『あなたとならば』 O's（2005年3月27日 - 12月18日）
- 『青春の影』 CANCION（2006年1月1日 - 6月25日）
- 『青い鳥』 渡辺美里（2006年7月2日 - 12月17日）
- 『ココロノジカン』 谷村新司（2007年1月1日 - 9月23日）
- 『君にありがとう』 森山良子（2007年10月7日 - 2008年6月29日）
- 『いのちの音』 夏川りみ（2008年7月6日 - 2009年3月22日）
- 『輝きの詩』 徳永英明（2009年4月12日 - 12月6日）
- 『愛の力』 財津和夫（2010年1月3日 - 2010年3月28日 ）

## スタッフ

### レギュラー放送時代
- 企画：小路丸哲也（えすと）
- 構成：松井尚、折戸泰二郎、槙田英司、横山雄一郎、黒岩勉
- リサーチ：石井千鶴、田熊啓志（フォーミュレーション）
- TD：見辺信一（テレビ東京、スタジオ）
- CAM：近藤剛史（テレビ東京、スタジオ）／ 諸頭昇、濱田和義、寺戸秀行、加藤章夫、猪又隆行、阪本祐介
- VE：細井昭宏（スタジオ）／ 新川高史、髙田佳宏、小川徹、横手友昭、房伸一郎、堅岩功、吉田貴由
- MIX：齊藤孝行（テレビ東京、スタジオ）
- LD：高柴圭一（スタジオ）
- デザイン：宇都木民雄（スタジオ）
- 美術進行：野本和広（スタジオ）
- 大道具：岡澤晋（スタジオ）
- 小道具：渡辺貴俊（スタジオ）
- アクリル装飾：八島貴広（スタジオ）
- 電飾装置：北原智之（スタジオ）
- TK：中嶋梨沙（スタジオ）
- 選曲・音効：岡田貴志、大谷純一郎（マジカル）
- VTR編集：上坂一史、高野毅、国井勝雄
- MA：村上敏之
- CG：ハロウィンジャック、エンネットワーク
- 編成：高野学（テレビ東京）
- 番組宣伝：大石淳子（テレビ東京）
- デスク：鈴木夏枝（テレビ東京）
- AD：井上貴詞、齋藤麻都夏、豊巻絋宣、渡邊裕子、斎藤康平、高橋一馬、藤井隆介、田中奈緒
- AP：神田富士江（えすと）、吉永紗弥子
- ディレクター：高砂佳典、和田良幸、熊谷充史、水野亮太（テレビ東京）、山下悟、田澤実（えすと）、大嶋健彦、小平春菜
- 総合演出：五十嵐洋文（えすと/グレイト・ズラレーション）
- プロデューサー：内藤陽一（テレビ東京）／ 仲野久（えすと）、伊織秀二（零CREATE）
- 音楽協力：テレビ東京ミュージック
- 技術協力：ヌーベルバーグ、マリポーサ、フォーティフォー、コールツプロ札幌、共同テレビジョン、メディア・リース（ロケ）、テクノマックス（SPのみスタジオ）
- 美術協力：テレビ東京アート（SPのみスタジオ）
- 制作協力：えすと、零CREATE
- 製作著作：テレビ東京

### 2014年4月6日放送分
- 企画：小路丸哲也（えすと）
- 構成：折戸泰二郎 ／ 槙田英司、西澤公太郎
- カメラ：諸頭昇、濱田和義
- VE：古市温、横手友昭、栫井隆介
- 技術協力：ヌーベルバーグ、マリポーサ、フォーティフォー
- CG：ハロウィンジャック、細井秀史
- 選曲・音効：岡田貴志（マジカル）
- 編集：上坂一史
- MA：村上敏之
- リサーチ：石井千鶴（フォーミュレーション）、山根淳子
- 番宣：澁谷牧代
- デスク：鈴木美里
- AD：藤井隆介、齋藤麻都夏、桐生拓典、井上舞
- AP：加藤千穂
- 演出：熊谷充史、山間一彦、植木光雄、帆足誠仁（Hearts[注釈 10]）
- 総合演出：小平英希（テレビ東京）
- プロデューサー：高砂佳典（テレビ東京）／ 神田富士江・大野光浩（2人共えすと、神田→以前はAP）
- 制作協力：えすと
- 製作著作：テレビ東京

### 過去のスタッフ
レギュラー放送時代
- チーフプロデューサー：大島信彦（テレビ東京）
- プロデューサー：井関勇人（テレビ東京）／ 川邊哲也、鈴木美枝子
- ディレクター：澤井伸之・小平英希（テレビ東京）、帆足誠仁（零CREATE）、馬杉光
- 番宣：田口有希子（テレビ東京）
- リサーチ：山根淳子（フォーミュレーション）

特番時代
- 構成：勝栄
- カメラ：山本泰司、阪本祐介、猪又隆行
- VE：小川徹、中塩屋知宏、金子秀樹、西尾昌英
- 技術協力：共同テレビジョン、東京オフラインセンター
- 番宣：石井真知子・宮本聖子（2人共テレビ東京）
- デスク：西野友貴（テレビ東京）
- AD：井手友香里、林達也、池田美佳、豊巻絋宣、玉城哲郎、吉村崇志、田中奈緒、斎藤康平、荒勇樹、渡邊佳子、中村真実
- 演出：田澤実（えすと）、井上貴詞
- 総合演出：山下悟（ウッドオフィス）
- プロデューサー：仲野久（えすと）

## ネット局
| 放送対象地域   | 放送局               | 系列                  | 放送日時                     | 遅れ                         | 備考                         |
| -------------- | -------------------- | --------------------- | ---------------------------- | ---------------------------- | ---------------------------- |
| 関東広域圏     | テレビ東京 (TX)      | テレビ東京系列        | 日曜 19:00 - 20:00           | 製作局                       | 製作局                       |
| 北海道         | テレビ北海道 (TVh)   | テレビ東京系列        | 日曜 19:00 - 20:00           | 同時ネット                   |                              |
| 愛知県         | テレビ愛知 (TVA)     | テレビ東京系列        | 日曜 19:00 - 20:00           | 同時ネット                   |                              |
| 大阪府         | テレビ大阪 (TVO)     | テレビ東京系列        | 日曜 19:00 - 20:00           | 同時ネット                   |                              |
| 岡山県・香川県 | テレビせとうち (TSC) | テレビ東京系列        | 日曜 19:00 - 20:00           | 同時ネット                   |                              |
| 福岡県         | TVQ九州放送（TVQ）   | テレビ東京系列        | 日曜 19:00 - 20:00           | 同時ネット                   |                              |
| 岐阜県         | 岐阜放送 (GBS)       | 独立局                | 日曜 19:00 - 20:00           | 同時ネット                   |                              |
| 滋賀県         | びわ湖放送 (BBC)     | 独立局                | 日曜 19:00 - 20:00           | 同時ネット                   |                              |
| 奈良県         | 奈良テレビ (TVN)     | 独立局                | 日曜 19:00 - 20:00           | 同時ネット                   |                              |
| 和歌山県       | テレビ和歌山 (WTV)   | 独立局                | 日曜 19:00 - 20:00           | 同時ネット                   |                              |
| 青森県         | 青森テレビ (ATV)     | TBS系列               | 土曜 12:00 - 12:54           | 遅れネット                   |                              |
| 岩手県         | テレビ岩手 (TVI)     | 日本テレビ系列        | 日曜 16:30 - 17:25           | 遅れネット                   |                              |
| 宮城県         | 仙台放送 (OX)        | フジテレビ系列        | 土曜 12:00 - 13:00           | 遅れネット                   |                              |
| 秋田県         | 秋田テレビ (AKT)     | フジテレビ系列        | 土曜 12:30 - 13:30           | 遅れネット                   |                              |
| 山形県         | テレビユー山形 (TUY) | TBS系列               | 土曜 12:00 - 12:55           | 遅れネット                   |                              |
| 福島県         | テレビユー福島 (TUF) | TBS系列               | 土曜 13:05 - 14:00           | 遅れネット                   |                              |
| 新潟県         | 新潟放送 (BSN)       | TBS系列               | 土曜 9:25 - 10:25            | 遅れネット                   | [ 注釈 11 ]                  |
| 富山県         | 富山テレビ (BBT)     | フジテレビ系列        | 日曜 12:00 - 12:55           | 遅れネット                   | [ 注釈 12 ]                  |
| 石川県         | テレビ金沢 (KTK)     | 日本テレビ系列        | 日曜 16:25 - 17:25           | 遅れネット                   |                              |
| 福井県         | 福井テレビ (FTB)     | フジテレビ系列        | 日曜午後に放送               | 遅れネット                   | [ 注釈 13 ]                  |
| 長野県         | 長野放送 (NBS)       | フジテレビ系列        | 土曜 12:00 - 12:55           | 遅れネット                   |                              |
| 静岡県         | 静岡第一テレビ (SDT) | 日本テレビ系列        | 金曜 15:50 - 16:47           | 遅れネット                   |                              |
| 三重県         | 三重テレビ (MTV)     | 独立局                | 日曜 19:00 - 20:00           | 遅れネット                   |                              |
| 鳥取県・島根県 | 日本海テレビ (NKT)   | 日本テレビ系列        | 土曜 12:00 - 12:55           | 遅れネット                   |                              |
| 広島県         | テレビ新広島 (tss)   | フジテレビ系列        | 日曜 12:00 - 12:55           | 遅れネット                   |                              |
| 山口県         | 山口放送 (KRY)       | 日本テレビ系列        | 火曜 9:30 - 10:25            | 遅れネット                   | [ 注釈 14 ]                  |
| 愛媛県         | あいテレビ (itv)     | TBS系列               | 土曜 12:00 - 12:54           | 遅れネット                   |                              |
| 高知県         | 高知放送 (RKC)       | 日本テレビ系列        | 水曜 16:00 - 16:53           | 遅れネット                   |                              |
| 佐賀県         | サガテレビ (STS)     | フジテレビ系列        | 土曜 15:00 - 15:55           | 遅れネット                   |                              |
| 長崎県         | 長崎放送 (NBC)       | TBS系列               | 土曜 16:00 - 16:54           | 遅れネット                   |                              |
| 熊本県         | 熊本放送 (RKK)       | TBS系列               | 土曜 12:00 - 12:55           | 遅れネット                   |                              |
| 大分県         | 大分放送 (OBS)       | TBS系列               | 木曜 13:55 - 14:49           | 遅れネット                   | [ 注釈 16 ]                  |
| 宮崎県         | 宮崎放送 (MRT)       | TBS系列               | 日曜 10:30 - 11:24           | 遅れネット                   |                              |
| 鹿児島県       | 鹿児島放送 (KKB)     | テレビ朝日系列        | 土曜 12:00 - 12:55           | 遅れネット                   |                              |
| 沖縄県         | 琉球放送 (RBC)       | TBS系列               | 火曜 14:59 - 15:53           | 遅れネット                   |                              |
| 日本全域       | BSジャパン (BSJ)     | テレビ東京系列 BS放送 | 土曜 20:00 - 21:00           | 遅れネット                   |                              |
| 台湾           | 国興衛視 (GSTV)      | ケーブルテレビ        | タイトルは『来去郷下住一晩』 | タイトルは『来去郷下住一晩』 | タイトルは『来去郷下住一晩』 |

- 山梨県ではテレビ山梨 (UTY) が、徳島県では四国放送 (JRT) が番組を放送したことがある。
- びわ湖放送では土曜 12:00 - 13:00 に再放送されていた。
- 奈良テレビでは水曜 8:30 - 9:25 に再放送されていた。
- テレビ和歌山では土曜 15:00 - 15:54 に再放送されていた。
- スペシャルは、一部の系列外局では複数回に分けて放送されていた。
- 北海道道東・道北地域においてはテレビ北海道の中継局が無かったため、そして沖縄県大東諸島においてはアナログ放送時に琉球放送ではなくTBSテレビの放送が行われていたことから、レギュラー放送時に地上波で視聴できなかった。
- 三重テレビでは、2009年9月まで日曜 20:49 - 21:50 に放送。同年10月にテレビ東京系列と同じ時間帯での放送になるものの、引き続き遅れネットだった。
- 仙台放送とテレビユー福島は、番組の終了後にも引き続き同じ時間帯で再放送していた。
- テレビ新広島ではテレビ東京系のスペシャル番組および放送日数との兼ね合いのため、本放送時間帯に再放送する週があった（ちなみに本番組の3時間スペシャルは別週の『日曜ビッグスペシャル』（日曜 12:00 - 14:54）で放送）。また、他番組との穴埋め策で水曜 16:00 - 16:54、および土曜 10:30 - 11:24 に再放送する週もあった。
- 山口放送は本放送を2010年6月に終了したが、後番組の『逆流!シラベルトラベル』終了に伴い同じ時間帯（火曜 9:30 - 10:25）に再放送していた。
- あいテレビは本放送の終了後、その翌週から開始を1分早めて11:59から再放送していた。
- 静岡県内では、2010年4月に静岡第一テレビでの放送を終了した後は、土曜または日曜の昼に不定期で静岡放送（TBS系列）にて放送された。
- 上記のようにテレビ東京系以外の局でも多くの地域で時差放送されたため、テレビ東京系放送エリア以外でのロケの際も、泊めてくれた側が番組内容を知っていたケースが多々あった。一方で、兵庫・鳥取県境で別れそれぞれの県でお泊り交渉したコンビのときは、地上波で放送されていない兵庫県へ降りた側が苦戦したケースもあった。
- 島根県の枕木山がスタート地点となった回があったが、その際、背景にあるテレビ局送信所にある山陰放送（TBS系列）の「BSS」ロゴが大写しになった。山陰でのネット局は上記の通りライバルの日本海テレビであった。

## パロディ
- とんねるずのみなさんのおかげでした（フジテレビ） - 番組のパロディで「とんねるずを泊めよう！」が放送されていた。ナレーションも本番組と同じくバカボン鬼塚が行っていた。
- めちゃ2イケてるッ!（フジテレビ） - 番組内の中嶋デスノートのコーナーで「有野さるぐつわなのに田舎に泊まろう!」が2008年10月25日に放送された。
- ペット大集合!ポチたま - 「まさお君がゆくポチたまペットの旅」で「まさおも泊まろう!」というタイトルで松本秀樹と初代旅犬・まさお君が茅葺屋根の民家に泊まったこともある。だいすけ君、まさはる君の声の小倉久寛がナレーションを担当。
- 日曜ビッグバラエティ『激安&行列 日本のビックリ朝市』 - 福井県大野市の七間朝市に、はなわがリポーターとして登場。前日は山菜とりのご主人宅にお泊まり、翌日の朝市当日はお手伝いとお礼の歌を披露。ナレーションは『めちゃイケ』とおなじ木村匡也が行っていた（はなわは、本番組で中継お泊まりも経験した）。
- 探偵!ナイトスクープ（2009年5月9日放送、朝日放送[注釈 17]） - 爆笑小ネタ集の一つで、田舎に泊まろう!のファンだという夫婦が「うちに来たら泊めてあげるのに」と言っているということで実際に泊めてもらえるのかという依頼。桂小枝探偵がその夫婦の家に泊まりに行ったのだが、忙しいという理由で断られた。
- アメトーーク!（テレビ朝日） - 「滋賀芸人」の回で「滋賀に泊まろう!」という企画があり、世界のナベアツが自分は滋賀では頼めば誰でも泊めてくれるということを証明した。このVTRの最後は『探偵!ナイトスクープ』のVTRの最後に流れる曲であり、雨上がり決死隊は「2つの番組をパクっとるやないか」と言っていた。
- 世界の果てまでイッテQ!（日本テレビ） - 「超田舎に泊まろう！」という不定期のミニコーナー。2009年9月から時期不明まで実施。ヴィンテージの武井が、世界各国の超田舎に出かけ泊めてもらっていた。
- ビートたけしの今まで見たことないテレビ（日本テレビ） - 「背中に泊まろう！」という新番組。「相手と密に接する」という名目で、この企画を知らない相手の背中に抱きつき、抱きついた秒数を競う。相手は憤慨した。
- お墓に泊まろう! - テレビ東京自身によるセルフパロディ映画。2011年にテレビ東京が倒産してしまったという設定である。
- トランスフォーマー アニメイテッド（テレビ愛知） - 第4話エンディング後の次週予告での話題で、「視聴率を上げる方法」として水曜どうでしょうとともに取り上げられた。
- たまごっち! - 第38話後半は番組タイトルのままで、GOTCHIMANが民泊。
- ダウンタウンのガキの使いやあらへんで!!（日本テレビ） - 2010年8月8日・15日にアットホーム企画「ヘイポーの田舎に泊まらせていただきます！」を放送。番組の総合演出、ヘイポーこと斉藤敏豪が山形県天童市田麦野へ向かった。BGM・テロップの出し方も本家と同じで、ナレーションもバカボン鬼塚が担当。
- 新型芸人オークション キリウリ（TBSテレビ） - 2010年9月22日・オークションの1つ「チェ・ホンマンと『○○』・達成出来たら10万円」で藤本敏史（FUJIWARA）の案が通り、チェ・ホンマンと民泊旅をする。泊まる家も決まり、後は寝るだけだったが、直後にチェ・ホンマンが「他人の家では泊まれない」と言い出し、藤本が説得するも結局夜中に帰ることとなって達成できなかった。
- やりすぎコージー- 2010年12月15日放送でパロディ企画「「実家に泊まろう！」〜後輩芸人に代わって親孝行〜」を放送。千原ジュニアがザ・パンチのパンチ浜崎の実家がある鹿児島県の屋久島へ、東野幸治がバッドボーイズの清人の実家がある福岡県へ向かい、実際に泊まって後輩芸人の家族と触れ合う、この番組では珍しいアットホーム企画。2011年2月9日放送分では第2弾『「実家に泊まろう!2」~後輩芸人に代わって親孝行~』を放送。千原せいじがチャド・マレーンのチャド・イアン・マレーンの実家があるオーストラリアのパースへ、山崎邦正がハイキングウォーキングの鈴木Q太郎の実家がある新潟県の南魚沼市へ向かい、後輩に代わって親孝行をした。